# 至仏 (小惑星)
至仏（しふつ、6881 Shifutsu）は小惑星帯に位置する小惑星。群馬県大泉町のアマチュア天文家、小林隆男が発見した。
群馬県の北東部、みなかみ町と片品村との境界に位置する至仏山から命名された。